# Eric Flint
Eric Flint (n. 6 februarie 1947, Burbank, California, SUA – d. 17 iulie 2022, East Chicago⁠(d), Indiana, SUA) a fost un autor american, redactor și editor la New York Times. Majoritatea operelor sale sunt science fiction de istorie alternativă, dar a scris și lucrări de aventuri fantastice pline de umor. Cea mai cunoscută lucrare a sa este romanul 1632.

## Opere

### SeriaBelisarius
Belisarius a fost numit comandantul unei armate bizantine/persane combinate pentru a invada India. Aici, în Malwa, Belisarius caută adevăratul său dușman, entitatea misterioasă cunoscută sub numele de Link, o inteligență artificială care folosește corpurile umane ca dispozitiv interactiv. 
(cu David Drake)  
- An Oblique Approach (1998)
- In the Heart of Darkness (1998)
- Destiny's Shield (1999)
- Fortune's Stroke (2000)
- The Tide of Victory (2001)
- The Dance of Time (2006)

### SeriaAssiti Shards

#### Seria1632
- 1632
- 1633 (2002)
- Ring of Fire
- 1634: The Galileo Affair
- 1634: The Ram Rebellion
- 1634: The Baltic War (mai 2007) cu David Weber
- 1635: The Cannon Law (2006) cu Andrew Dennis
- 1634: The Bavarian Crisis (2007) cu Virginia DeMarce
- Ring of Fire II (2008)
- 1635: The Dreeson Incident (2008)
- 1635: The Eastern Front (2010) [5]
- 1636: The Saxon Uprising (2011) [6]
- Ring of Fire III (2011) antologie
- 1636: The Kremlin Games (2013) cu Gorg Huff și Paula Goodlett
- 1636: The Devil's Opera (2013) cu David Carrico
- 1636: Commander Cantrell in the West Indies (2014) cu Charles E. Gannon
- 1636: The Viennese Waltz (2014) cu Gorg Huff și Paula Goodlett
- 1636: The Cardinal Virtues (2015) cu Walter Hunt[7]
- 1636: The Ottoman Onslaught (2017)
- 1636: Mission to the Mughals (2017) cu Griffin Barber
- 1636: The Vatican Sanction (2017) cu Charles E. Gannon
- 1637: The Volga Rules (2018) cu Gorg Huff și Paula Goodlett [7]
- The Grantville Gazettes Issue 1 (2003) - Issue 13 (2007)

#### Altele din universulAssiti Shards
- Time Spike (2008) cu  Marilyn Kosmatka, ISBN: 978-1-4165-5538-4.[8]
- The Alexander Inheritance (2017) cu Gorg Huff și Paula Goodlett, ISBN: 978-1-4814-8248-6
- By Any Other Name cu  Sarah Hoyt[9]

### SeriaHeirs of Alexandria
(cu Dave Freer și Mercedes Lackey)  
- The Shadow of the Lion, martie 2002, Baen Books,  0-7434-3523-0
- This Rough Magic, decembrie 2003, Baen Books, 0-7434-7149-0
- A Mankind Witch, iulie 2005, Baen Books, 0-7434-9913-1
- Much Fall of Blood, 2010, Baen Books, 978-1-4391-3351-4
- Burdens of the Dead, 2013, Baen Books, ISBN 978-1-4516-3874-5
- All the Plagues of Hell, decembrie 2018, Baen Books, ISBN 978-1-4814-8361-2

### SeriaTrail of Glory
- 1812: The Rivers of War
- 1824: The Arkansas War

### SeriaJao Empire
- The Course of Empire (2003) cu K. D. Wentworth, ISBN: 0-7434-7154-7
- The Crucible of Empire (2010) cu K. D. Wentworth, ISBN: 978-1-4391-3338-5
- The Span of Empire (septembrie 2016) cu David Carrico, ISBN: 978-1-4767-8153-2[10]

### SeriaJoe's World
- The Philosophical Strangler (2001), ISBN: 0-671-31986-8
- Forward the Mage (2002) cu Richard Roach, ISBN: 0-7434-3524-9

### SeriaKarres
- The Wizard of Karres (2004) cu Dave Freer și Mercedes Lackey;  sequel al Witches de James H. Schmitz, ISBN: 0-7434-8839-3
- The Sorceress of Karres (2010) cu Dave Freer, ISBN: 978-1-4391-3307-1

### SeriaPyramid
- Pyramid Scheme (2001) cu Dave Freer, ISBN: 0-671-31839-X
- Pyramid Power (2007) cu Dave Freer, ISBN: 978-1-4165-2130-3